# Ortodoxi
Ortodoxi, eller renlärighet, (från grekiskans Ορθοδοξία/Orthodoxía, av orthos '’rätt’'/"sann", och doxa, "mening") innebär strikt överensstämmelse med en viss lära; vanligen (men inte nödvändigtvis) syftande på ett kyrkosamfunds troslära. Motsatserna är heterodoxi, kätteri eller heresi. Begreppet ortodoxism har använts om fanatisk ortodoxi, vilket således är en form av extremism eller dogmatism.

## Ortodoxi inom olika sammanhang

### Religion
Inom kristendomen talar man om rysk ortodoxi, östliga ortodoxa och orientaliska ortodoxa kyrkorna. Historiskt har man också talat om luthersk ortodoxi och reformert ortodoxi.
Inom judendomen talar man om ortodox judendom.

### Politik
I överförd betydelse används ordet ortodoxa även om politisk, social eller ekonomisk trosbekännelse. En person som håller mycket hårt på en viss politisk ideologi och inte accepterar någon kompromiss kan alltså kallas för ortodox.